# Operatore chyron
Figura professionale che opera dietro le quinte di una produzione televisiva
L'operatore chyron, nella regia televisiva, è la figura professionale che si occupa della gestione dell'area inferiore dello schermo. Curando questa, l'operatore ha da controllare una grafica in sovrimpressione, chiamata terzo inferiore, che appare agli occhi dello spettatore "davanti" al video, ovvero lo sovrasta. Su questa, possono comparire titoli, sottotitoli, data e ora, con font inerenti alla trasmissione e talvolta possono essere anche animati e colorati.
Sono molto sfruttati in talk show, in generale nei programmi che parlano di notizie e nei telegiornali.
Queste grafiche vengono create sfruttando la tecnologia di software grafici appositi, e vengono mostrati nel segnale video trasmesso utilizzando il canale alfa, appunto, del video.

## Tipologie di terzi inferiori
Ne esistono tre tipologie:
- Terzo inferiore a un livello: utilizzati ad esempio per mostrare il nome di una storia;
- Terzo inferiore a due livelli: ad esempio, con questi si mostra il nome del conduttore, ma talvolta anche registi o personale tecnico. Solitamente sulla prima riga si colloca il ruolo che ricopre una persona, e sulla seconda il nome (ma anche cognome)di questa.
- Terzo inferiore a tre livelli: mostrano ancora più informazioni, e la seguente ne potrebbe essere una probabile composizione esemplificativa:
- Prima riga: titolo;
- Seconda riga: sottotitolo;
- Terza riga: anteprima scritta di una cosa che avverrà più avanti.[2]